# Ндиайе, Сулейман Ндене
Сулейман Ндене Ндиайе (фр. Souleymane Ndéné Ndiaye; род. 6 августа 1958) — сенегальский политик, премьер-министр Сенегала с 2009 по 2012 год. Был назначен на этот пост президентом Абдулаем Вадом 30 апреля 2009 года и исполнял эту должность до 5 апреля 2012 года. До этого с 2007 по 2009 годы он занимал пост министра морского хозяйства, морского транспорта и рыболовства. Член Сенегальской демократической партии (PDS).